# Henrik Tallinder
Henrik Tallinder (ur. 10 stycznia 1979 w Sztokholmie) – szwedzki hokeista, reprezentant Szwecji, dwukrotny olimpijczyk, trener.

## Kariera
- AIK J20 (1996-1997)
- AIK Ishockey (1997-2000)
  -  Piteå HC (1998)
- TPS (2000-2001)
- Buffalo Sabres (2001-2004)
  -  Rochester Americans (2001-2002)
- Linköpings HC (2004-2005)
- SC Bern (2005)
- Buffalo Sabres (2005-2010)
- New Jersey Devils (od 2010)
- Buffalo Sabres (2013-2014)
- Hartford Wolf Pack (2014)
- ZSC Lions (2014-2015)
- TPS (2015-2018)

Wychowanek klubu AIK. Od lipca 2010 zawodnik New Jersey Devils, związany czteroletnim kontraktem. Od lipca 2013 po raz trzeci w karierze zawodnik Buffalo Sabres. Od listopada do grudnia 2014 był zawodnikiem Hartford Wolf Pack. Od końca grudnia 2014 zawodnik ZSC Lions. Od lipca 2015 zawodnik TPS. Po trzech sezonach tamże w 2018 zakończył karierę.
Uczestniczył w turniejach zimowych igrzyskach olimpijskich 2010, 2014 oraz mistrzostw świata 2013.
W sezonie 2020/2021 asystent trenera New Jersey Colonials 15U AAA.

## Sukcesy
Reprezentacyjne
- Srebrny medal mistrzostw świata juniorów do lat 18: 1997
- Złoty medal mistrzostw świata: 2013
- Srebrny medal zimowych igrzysk olimpijskich: 2014

Klubowe
- Złoty medal mistrzostw Finlandii: 2001 z TPS
- Mistrzostwo dywizji NHL: 2007, 2010 z Buffalo Sabres
- Presidents’ Trophy: 2007 z Buffalo Sabres
- Mistrzostwo konferencji NHL: 2012 z New Jersey Devils

Indywidualne
- NHL (2002/2003): NHL YoungStars Game
- Elitserien 2004/2005: pierwsze miejsce w klasyfikacji +/− sezonu: +35
- Liiga (2016/2017): skład gwiazd sezonu